# Alcudia de Veo
Alcudia de Veo (en valenciano l'Alcúdia de Veo), es un pequeño municipio de la provincia de Castellón en la Comunidad Valenciana, España. Perteneciente a la comarca de la Plana Baja.

## Geografía

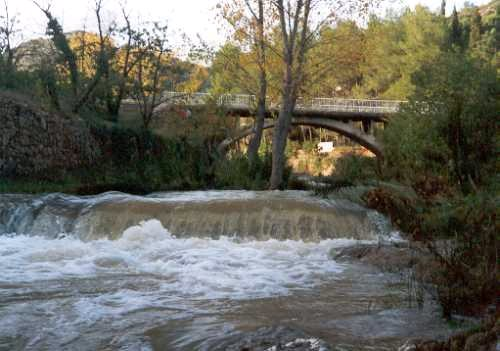
Río Veo

Situado en la vertiente septentrional de la sierra de Espadán, a orillas del río Veo y en pleno corazón del Parque natural de la Sierra de Espadán entre bosques, así como abundantes manantiales.
Su término municipal es totalmente montañoso y gran parte del mismo se halla poblado de grandes extensiones de bosque en donde las especies predominantes son los alcornoques, pinos y encinas. Así, 2229 hectáreas del término municipal están ocupadas por extensiones boscosas y sólo 144 por superficies de cultivos. El núcleo urbano de Alcudia de Veo, así como el de Veo se tienden a la solana de un monte, junto a la carretera Onda-Aín y en la orilla del río Veo.
En cuanto al clima únicamente suele haber días fríos, en la temporada invernal, que de todas maneras, no suelen ser numerosos. Las lluvias se producen con una gran irregularidad, estableciéndose fuertes contrastes entre los años de abundancia y otros de acusada sequía.
Se accede a este pueblo desde Castellón tomando la CV-20 y luego la CV-10 y posteriormente la CV-223.

### Barrios y pedanías
En el término municipal de Alcudia de Veo se encuentran los siguientes núcleos de población en los que a diferencia de Alcudia se habla valenciano:
- Benitandús.
- Veo.

### Localidades limítrofes
El término municipal de Alcudia de Veo limita con las siguientes localidades: Matet, Villamalur, Sueras, Tales, Artana, Eslida, Ahín y Algimia de Almonacid, todas ellas de la provincia de Castellón.

## Historia

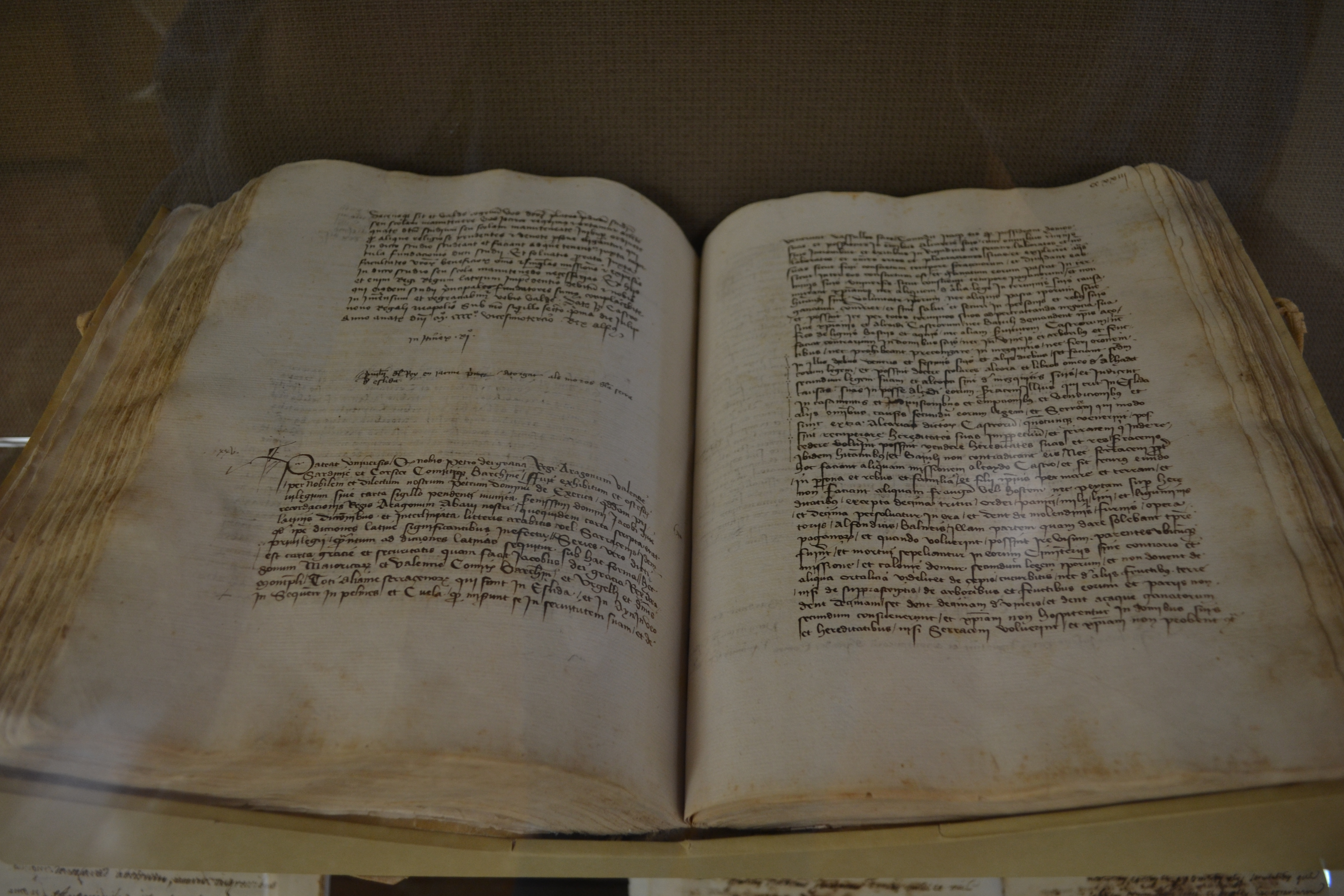
Carta de seguridad y poblamiento de Jaime I a los musulmanes de la sierra de Eslida y lugares de Aín, Veo, Senguer, Palmes y Sueras.

Existen pocas noticias referentes a los orígenes de la población. Los restos más antiguos que se conocen de la misma parecen remontarse a la existencia de una pequeña alquería islámica. Debió de ser reconquistada por las tropas del rey Jaime I en fecha similar a la de las poblaciones vecinas, es decir, hacia el 1238.
Lugar de moriscos, en 1609, cuando se decretó la expulsión, tenía cerca de 600 habitantes, que se sumaron a la sublevación de la Sierra de Espadán. Después de la expulsión de los moriscos, quedó prácticamente despoblado y hasta el año 1900 no recuperó aquel nivel de población. Sin embargo, entre esa fecha y 1965 perdió el 47 %. A principio de los setenta tenía 458 habitantes. En el censo de 1994 se registran 180 personas.

## Demografía
Alcudia de Veo cuenta con una población de 213 habitantes (INE 2024).
| Gráfica de evolución demográfica de Alcudia de Veo entre 1842 y 2021 |
| |
| Población de derecho según los censos de población del INE Población de hecho según los censos de población del INEEn 1897 crece el término del municipio porque incorpora a Veo |

## Economía
Tradicionalmente basada en la agricultura de secano predominando el olivar, almendro, algarrobo y cerezo.
Los porcentajes de distribución de la población por sectores económicos reflejan una clara influencia del sector industrial de la Plana en el municipio, ya que un 36,4 % de la población se dedica a la misma.

## Administración y política
| Periodo   | Nombre                    | Partido   |
| --------- | ------------------------- | --------- |
| 1979-1983 | José Ballester Palanques  | UCD       |
| 1983-1987 | Serafín Villalba Pallarés | PSPV-PSOE |
| 1987-1991 | Serafín Villalba Pallarés | PSPV-PSOE |
| 1991-1995 | Antonio Gil Barres        | PSPV-PSOE |
| 1995-1999 | Mª Carmen Alós Herrera    | PSPV-PSOE |
| 1999-2003 | Mª Carmen Alós Herrera    | PSPV-PSOE |
| 2003-2007 | Mª Carmen Alós Herrera    | PSPV-PSOE |
| 2007-2011 | Mª Carmen Alós Herrera    | PSPV-PSOE |
| 2011-2015 | Mª Carmen Alós Herrera    | PSPV-PSOE |
| 2015-2019 | Mª Eugenia Villar Pastor  | PSPV-PSOE |
| 2019-2023 | Mª Eugenia Villar Pastor  | PSPV-PSOE |
| 2023-act. | Mariano Molina Palanques  | PSPV-PSOE |

## Patrimonio

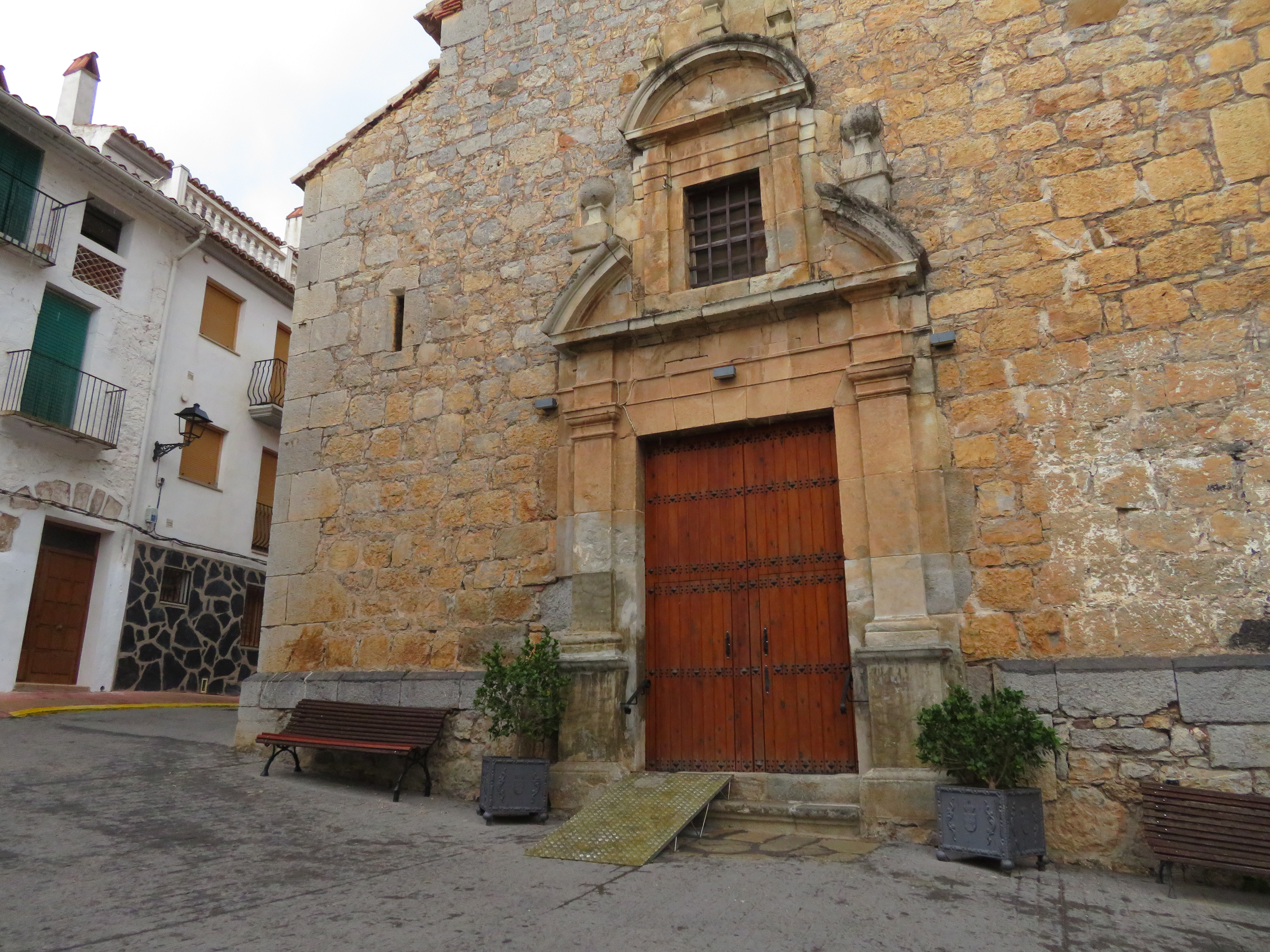
Iglesia de San Miguel Arcángel, parroquia de Alcudia de Veo.

### Religioso

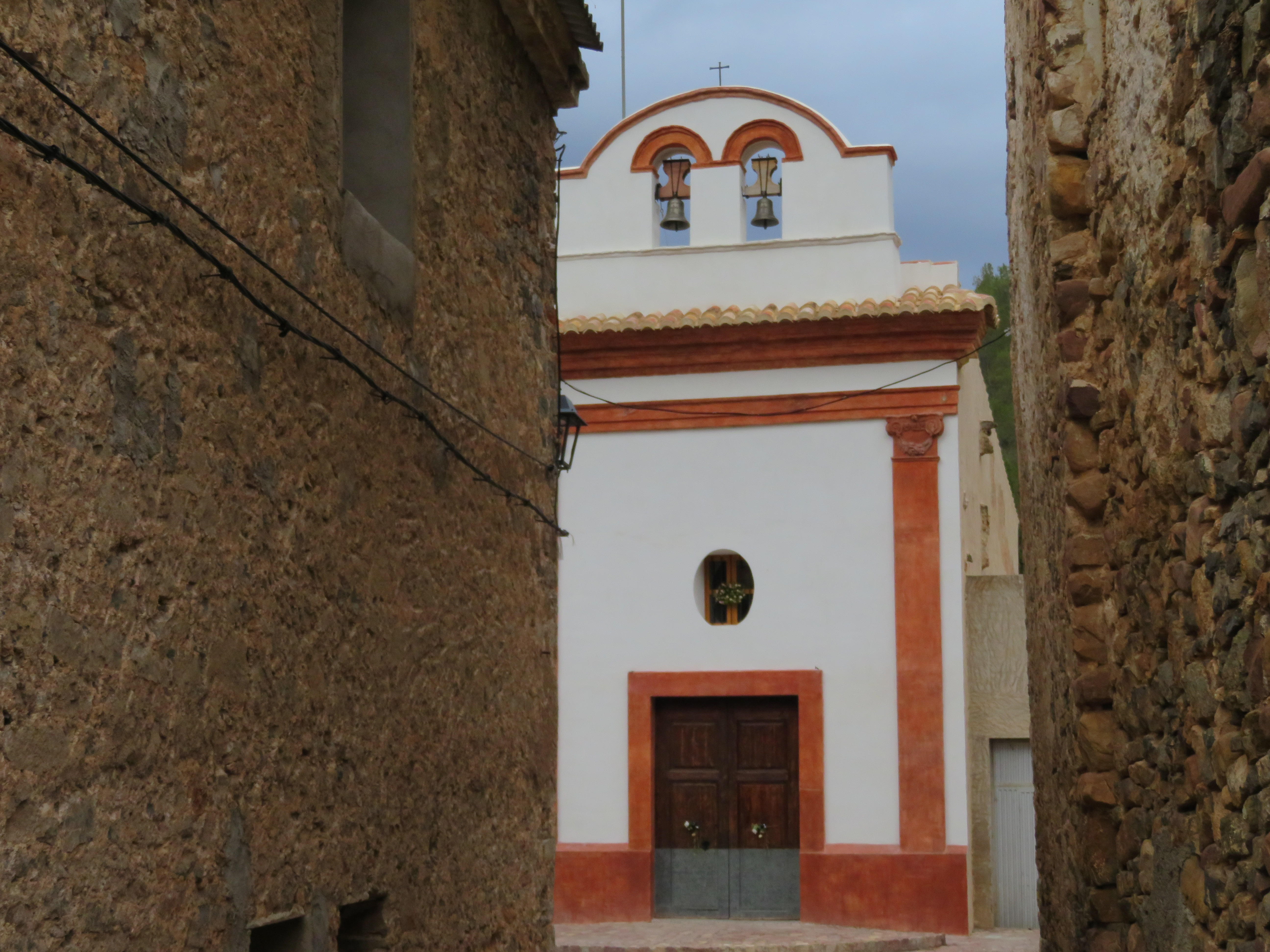
Iglesia de los Desamparados de Benitandús.

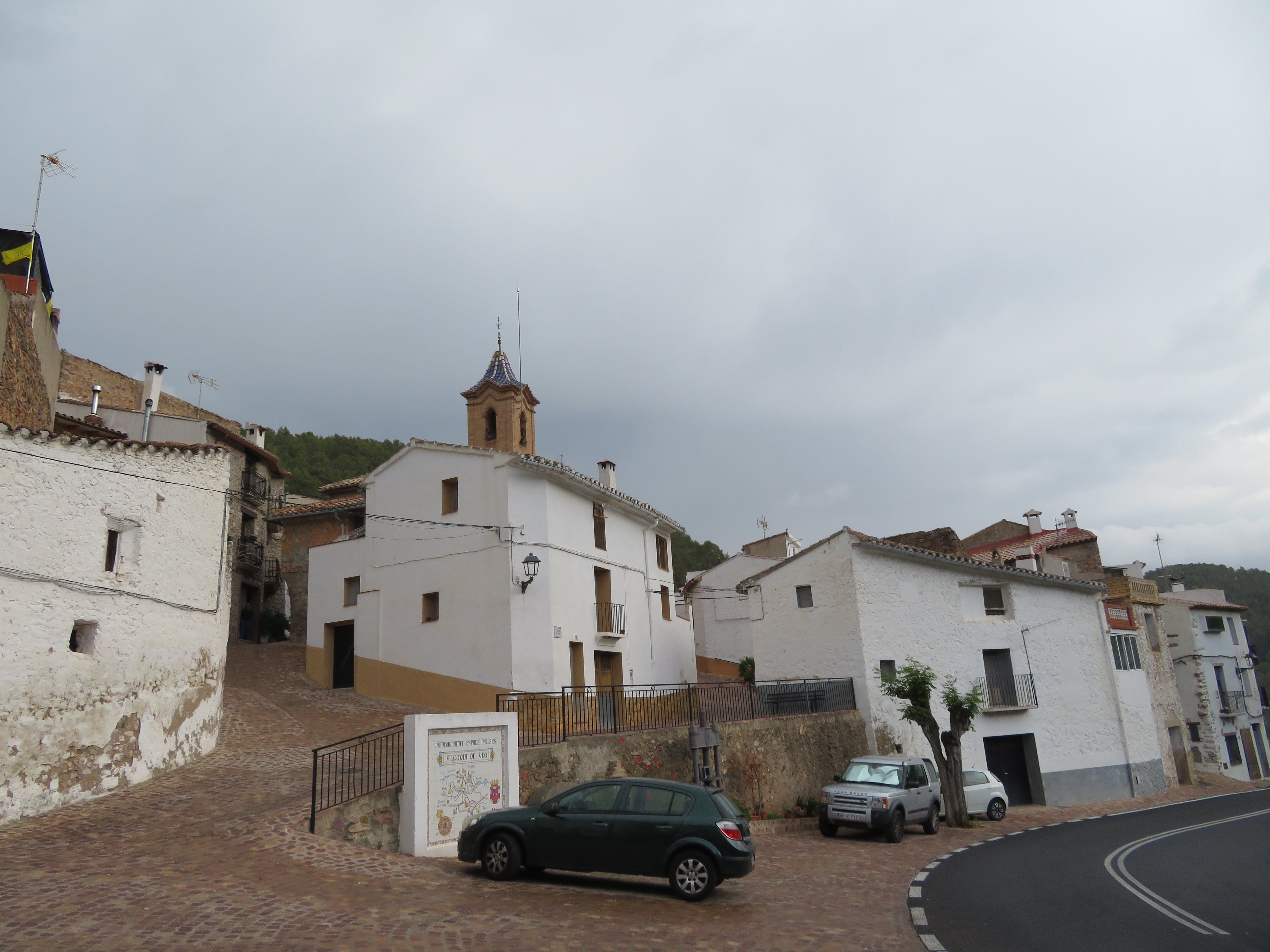
Localidad de Veo (Alcudia de Veo).

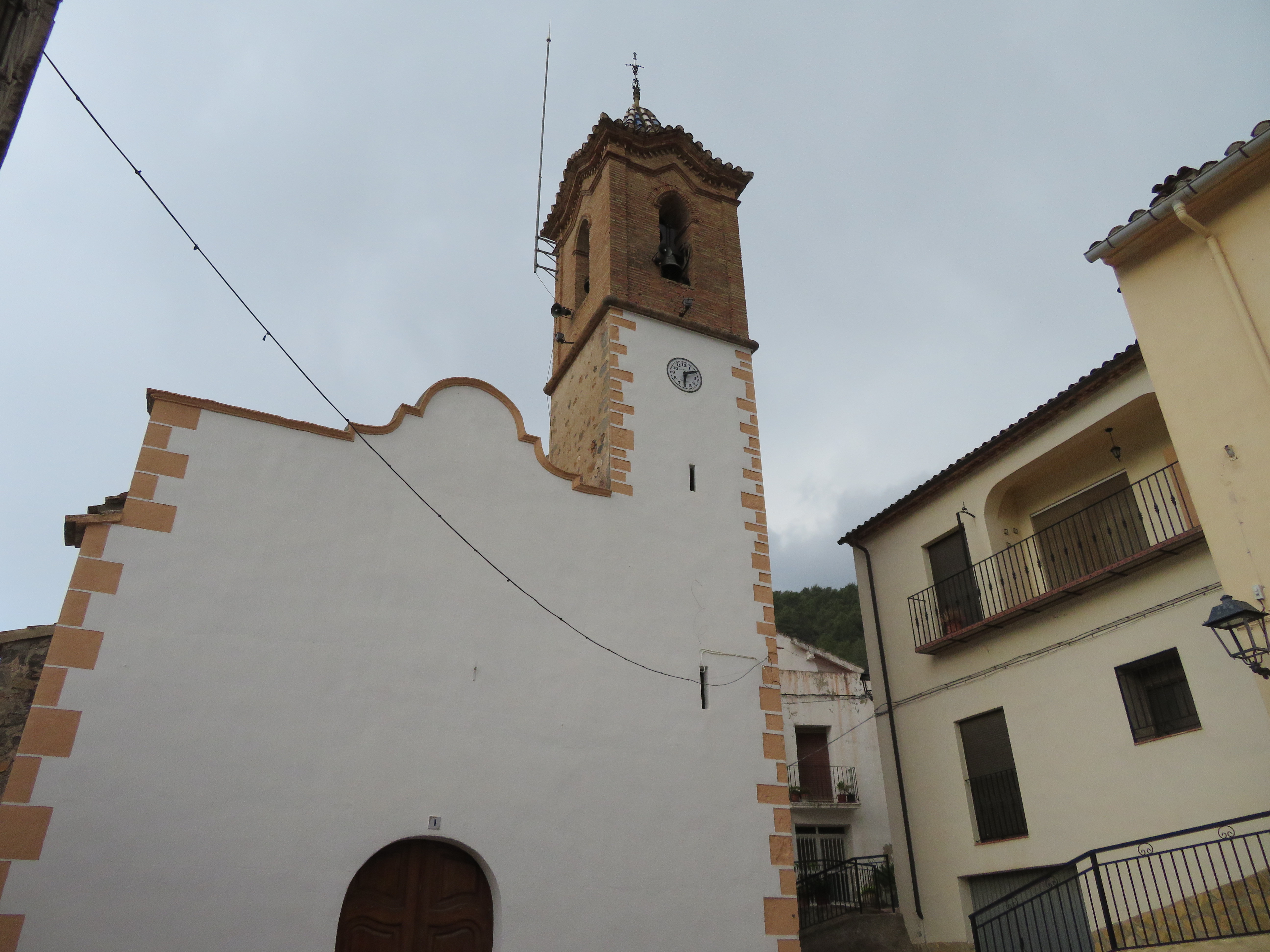
Iglesia Parroquial de la Virgen de la Asunción de Veo.

- Iglesia de los Desamparados de Benitandús.Localidad de Veo (Alcudia de Veo).Iglesia Parroquial de la Virgen de la Asunción de Veo.Iglesia Parroquial de San Miguel Arcángel. Situada en Alcudia de Veo. Obra del siglo XVIII.
- Iglesia Parroquial de la Virgen de la Asunción. Situada en Veo. Es de estilo barroco desornamentado. Posee una sola nave y con capillas laterales.
- Iglesia de Nuestra Señora de los Desamparados. Situada en Benitandús.

### Civil
- Castillo de Alcudia de Veo. Como la mayoría de los de la sierra podría ser de origen árabe, aunque su estado actual y la falta de bibliografía sobre el mismo dificultan sobremanera su datación exacta. Aunque se encuentra en ruinas, se puede observar que debió de ser un castillo de cierta envergadura y bella factura. Hoy se halla casi oculto por la vegetación que lo envuelve. Sin embargo, una observación detenida de sus restos descubre prácticamente la totalidad del amurallamiento del recinto. Asimismo, también se pueden ver parte de sus torres de defensa, así como la torre principal. Es, sin duda, uno de los conjuntos arquitectónicos más hermosos de la sierra.
- Castillo del Xinquer. Situado en el poblado abandonado de Xinquer. El castillo sigue las pautas y tipología habituales de las fortalezas musulmanas, aunque no se puede asegurar con rotundidad su origen y la datación por la falta de bibliografía sobre el mismo. Construido sobre un gran peñasco su acceso resulta muy difícil.
- La Nevera. Esta construcción era utilizada para almacenar la nieve caída durante el invierno con el objetivo de comercializarla en la cercana ciudad de Valencia.

## Lugares de interés

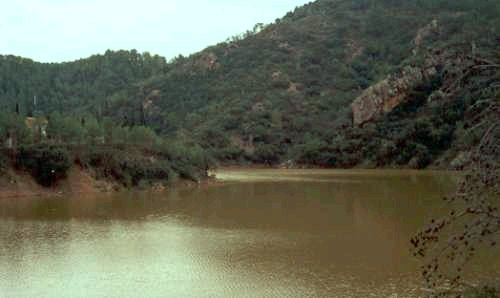
Embalse de Benitandús

- Embalse de Benitandús. Pequeño embalse que retiene las aguas del río Sonella o Veo. También se le conoce como embalse de Onda.
- Microreserva y Pico de Espadán. La valiosa vegetación que cubre esta montaña ha hecho que la Conselleria de Medi Ambient la proteja con la figura de Microreserva de Flora. En la misma se observan ejemplares de gran porte de alcornoques, carrascas y pinos; así como también algunos ejemplares de castaños aislados en su vertiente de umbría. El acceso a la cima del Pico Espadán resulta bastante fácil a través de pistas forestales y el esfuerzo se ve recompensado por las vistas que se contemplan.
- Bosque de castaños del barranco de la Juliana y de Xinquer. Pequeños bosques situados en el barranco de la Juliana y en las proximidades del poblado abandonano de Xinquer. Su importancia estriba en que no es posible encontrar una masa forestal similar a esta en toda la Comunitat Valenciana. Se estima que algunos ejemplares poseen más de 200 años de edad.
- Cueva y fuente de la Chelva. Abertura vertical en la roca de la montaña por donde mana gran caudal de agua, que al despeñarse por otras rocas al lecho del barranco forma unas atractivas pozas de agua. En el interior de la misma se forma una gruta natural por la que transcurre un gran río de agua solo accesible para expertos provistos de equipo de buceo y neopreno. También se le conoce como Cueva del Toro.
- Fuente de San Pedro. El agua brota casi a ras de suelo por los caños que se encuentran a los pies de la imagen en cerámica de San Pedro.

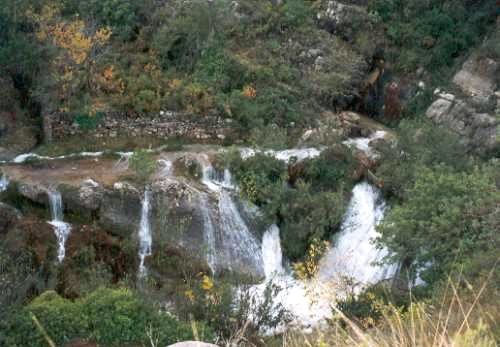
Fuente de la Chelva

Otras fuentes del término municipal son: Fuente del Xinquer, Fuente Canaleta, Fuente Zurrón, Fuente Ullastre, Fuente Rodenal...
- Cueva de la Iguala. De especial interés por los restos arqueológicos de la Edad del Bronce encontrados en la misma.
- Órganos de Benitandús. Impresionante paraje geológico creado por la erosión de las aguas. Se le denomina así porque sus picachos paralelos se asemejan a los tubos de un órgano. Imprescindible su ascensión para los buenos amantes de la montaña.

## Fiestas
- San Antonio. Se celebran normalmente el fin de semana anterior a San Antón. Se celebran en la pedanía de Veo, realizándose muestra de toros y procesión de animales, repartiéndose el rollo y el encendido de una hoguera.
- Fiesta de San Pedro Mártir. Patrón del pueblo. Se celebra el 29 de abril y consiste en realizar una romería hasta la fuente del Santo donde se reparten rollos a todos los asistentes.
- Fiestas del Cristo de la Salud. Se celebra el 30 de abril. Destaca la procesión de las "hachas" donde numerosos fieles acuden a cumplir sus "promesas" por la sanación de alguna enfermedad.
- Fiesta de la Virgen de los Desamparados. Se celebra el segundo domingo de mayo en la pedanía de Benitandús. Gentes de los pueblos vecinos acuden a celebrar la fiesta y degustar una buena paella.
- Fiestas de la Virgen del Rosario y San Francisco Javier. Fiestas de verano. Durante la segunda semana de agosto se organizan todo tipo de actividades festivas propias del verano con bailes, vaquillas y toros embolados.
- San Miguel Arcángel. Titular de la parroquia. Se celebra el 29 de septiembre.

## Gastronomía
La cocina de Alcudia de Veo sigue las pautas de la gastronomía de montaña mediterránea. Los principales platos se realizan a base de productos naturales, donde la carne es particularmente relevante la carne a la brasa, y los guisos con carne de jabalí. Destacan los dulces típicos llamados “orelletes”, de origen árabe, y los buñuelos.
Los platos más típicos son: la olla de pueblo, carne a la brasa y orelletes.